# Picrolemma sprucei
Picrolemma sprucei là một loài thực vật có hoa trong họ Thanh thất. Loài này được Hook.f. miêu tả khoa học đầu tiên năm 1862.